# Политическая теория и вытеснение политики
Политическая теория и вытеснение политики (англ. Political Theory and the Displacement of Politics) — книга американского политического философа Бонни Хониг, изданная Cornell University Press в 1993 году.
Книга сосредоточивается на критике подходов в политической философии, которые ориентируются на неконфликтное определение политики и её подчинённое положение по отношению к этике, и встраивается таким образом в «реалистическую» традицию в современной политической теории.

## Содержание
Основной тезис автора заключается в том, что в современной политической теории политика как таковая оказывается вытеснена и основные теоретические традиции (Хониг называет республиканизм, либерализм и коммунитаризм) отрицают дизруптивную, конфликтную природу политики, сосредоточиваясь на достижении консенсуса, политической консолидации или институционального равновесия.
Хониг разделяет исследуемые общественно-политические теории на две основные разновидности:
- Теории добродетели (virtue theories), «отрицающие конфликт, идентифицируют политику с управлением и видят судебное урегулирование ключевой задачей политики и политической теории». Таковыми являются теоретические проекты Иммануила Канта, Майкла Сэндела и Джона Ролза, на критическом (с точки зрения понятия политического) рассмотрении наследия которых фокусируется на протяжении книги.
- Теории доблести (virtù theorists), настаивающие на конфликтной природе политики и её определении как «дизруптивной практики». К ним Хониг относит проекты Фридриха Ницше и Ханну Арендт, чьё понимание политического используется для аналитического «возвращения» политики в политическую теорию на страницах книги [2].

Размежевания и неопределённость, присущие демократической политике, делают её более созвучной с теориями virtù, чем с теориями добродетели. Допущение теоретиков о том, что усмирение или даже исключение расколов в политике возможно и желательно, имеет антидемократическое звучание, если под демократией имеется в виду свод установлений, постоянно производящий народное (локальное и глобальное) политическое действие, а также производящий практики, легитимирующие представительные институты. Поскольку теоретики добродетели вытесняют политику бюрократическим управлением, властью судов или коммунитаристской консолидацией, они склоняются к устранению политики из числа целей демократического соревнования.
Оригинальный текст (англ.)The ruptures and uncertainties that mark democratic politics make it more consonant with virtù than with virtue theories of politics. The virtue theorists´ assumption that it is possible and desirable to contain or expel the disruptions of politics has antidemocratic resonances, if by democracy one means a set of arrangements that perpetually generates popular (both local and global) political action as well as generating the practices that legitimate representative institutions. Because virtue theorists displace politics with bureaucratic administration, jurocratic rule, or communitarian consolidation, they tend to remove politics from the reach of democratic contest.
— Honig, 1993, p. 4
При этом Хониг подчёркивает, что теории добродетели обращают самость индивида в гражданина, подчиняющегося политическому порядку за счёт маргинализации дизруптивных порывов, приводящих к конфликтам, в сравнении с кооперативной мотивацией. Соответственно, обоснование этих теорий происходит за счёт допущения о том, что политические порядки отражают подлинные самости людей, к ним относящихся.